# Людина-метелик
Людина-метелик або Мофман (англ. Mothman) — істота-криптид, 3-4 метри росту з червоними очима, чорним пухнастим тілом і великими крилами. За американською міською легендою, що нібито спостерігалося в Пойнт-Плезант (Західна Вірджинія) у 1960-х роках. Перша газетна публікація від 18 листопада 1966 року була озаглавлена Monster No Joke For Those Who Saw It.
«Людина-метелик» став відомий після досліджень Грея Баркера в 1970 році і публікації книги Джона Кіля в 1975. На основі роману було знято фільм Людина-метелик з Річардом Гіром у головній ролі.

## Історія
12 листопада 1966 року п'ять осіб, які копали могилу на цвинтарі біля Кленденіна (Західна Віргінія), стверджували, що бачили людиноподібну істоту, що летить. 15 листопада 1966 року дві молоді пари з Пойнт-Плезанта, Роджер і Лінда Скарсбері і Стів і Мері Маллет заявили в поліції, що бачили велику білу істоту з червоними очима, що світяться. Вони описали його як велику літаючу людину з крилами близько 3 метрів, яка переслідувала їхню машину. У наступні кілька днів почали надходити подібні заяви. Двоє пожежників описали побачене як «величезного птаха з червоними очима». Шериф округу Мейсон Джордж Джонсон припустив, що очевидці бачили аномально велику чаплю. Підрядник Ньювелл Партрідж заявив поліції, що у світлі ліхтарика очі істоти світилися як світловідбивачі. Біолог із Університету Західної Віргінії дав коментар репортерам, що за описом істота схожа на канадського журавля, який міг збитися з міграційного шляху. 
Повідомлення про людину-метелика закінчилися після обвалення Срібного мосту 15 грудня 1967 року, що дало підстави для легенди про зв'язок між істотою і обвалення моста.